# Валовщина
Вало́вщина (рос. Валовщина) — село в Кіровському районі Ленінградської області, Росія. Належить до муніципального утворення Путиловське сільське поселення.

## Географія
Село розташоване в північній частині району на південь від центру сільського поселення села Путилове. На захід від села протікає річка Рябіновка.